# Mobilfunkinfrastrukturgesellschaft
Die Mobilfunkinfrastrukturgesellschaft mbH (kurz MIG) ist eine dem Bundesministerium für Digitales und Verkehr unterstellte, bundeseigene Gesellschaft. Sie wurde im Jahr 2021 gegründet; der Sitz der Gesellschaft ist in Naumburg (Saale) in Sachsen-Anhalt. Die MIG setzte die Mobilfunkförderrichtlinie des Bundes um, bis diese Ende 2024 außer Kraft gesetzt wurde. Auch danach ist die MIG weiterhin für den Bund tätig.

## Aufgaben
Ziel der MIG ist es, sogenannte „weiße Flecken“ in der Mobilfunkversorgung in Deutschland zu schließen. Speziell liegt der Fokus auf Gebieten, die durch die Mobilfunknetzbetreiber aufgrund der fehlenden Wirtschaftlichkeit nicht erschlossen werden.
Die MIG hat entsprechend der Gigabitstrategie des Bundes bis zum 31. Dezember 204 die Mobilfunkförderrichtlinie umgesetzt. Ein Gesamtbudget von 1,1 Milliarden Euro war eingeplant, welches auf 537 Millionen Euro reduziert wurde, von welchen letztendlich 301 Millionen Euro abgerufen wurden. Ein Großteil dieses Geldes stammte aus dem Verkauf von 5G-Frequenzen.
Neben der Umsetzung der Förderrichtlinie zum Mobilfunkausbau sollte die MIG zudem folgende Aufgaben erfüllen:
- für ein beschleunigtes Genehmigungsverfahren sorgen
- Kommunen bei der Standortsuche neuer Mobilfunkmasten unterstützen
- Unterstützung bei der Suche und Nutzung von öffentlichen Liegenschaften als Mobilfunkstandorte
- Unterstützung von Gemeinden und Kommunen bei Ausbauhemmnissen und Bürgerinitiativen als "Kümmerer vor Ort"[8]

## Struktur und Finanzen
Die MIG ist eine Tochter-Gesellschaft der bundeseigenen Toll Collect. Die Belegschaft der Gesellschaft sollte bis zu 97,5 Vollzeitäquivalente betragen. Für die Gründung der Gesellschaft im Jahr 2020 war ein Verwaltungsbudget von 5 Millionen Euro im Haushalt veranschlagt worden. Bis 2026 waren für die MIG Verwaltungsausgaben bis zu 235 Millionen Euro vorgesehen.
Für die Umsetzung der Gigabitstrategie des Bundes und Durchführung ihrer Aufgaben sollte der MIG bis 2025 finanzielle Mittel in Höhe von 5 Milliarden Euro aus dem Sondervermögen Digitale Infrastruktur zur Verfügung stehen.

## Kritik

### Bundesrechnungshof
Bei einer Prüfung der Einrichtung der MIG durch den Bundesrechnungshof hat dieser mehrere Kritikpunkte geäußert. Der Bericht liegt seit dem 26. August 2020 vor. Auf eine diesbezügliche Erwiderung der Bundesregierung geht der Bundesrechnungshof in seinem Bericht an den Haushaltsausschuss des Deutschen Bundestages vom 14. Januar 2021 ein.
Zum einen kritisiert der Bundesrechnungshof die fehlende Abgrenzung des Aufgabenbereiches mit anderen, bestehenden Behörden und bundeseigenen Unternehmen, denen ebenfalls die Verwaltung und der Ausbau von Infrastruktur obliegt. Spezifisch genannt wurden unter anderem die Autobahn GmbH, das Gigabitbüro des Bundes, sowie die DB broadband GmbH. Laut Rechnungshof besteht die Gefahr, dass Bauvorhaben unkoordiniert nebeneinander ablaufen.
Ein weiterer schwerer Kritikpunkt ist die vom heutigen Bundesministerium für Digitales und Verkehr durchgeführte Wirtschaftlichkeitsuntersuchung. Nach Ansicht des Rechnungshofes sei diese nicht ergebnisoffen durchgeführt worden, sondern bevorzugt gezielt die vom Bundesministerium für Digitales und Verkehr präferierte Einrichtung einer MIG. Zudem seien die Bewertungen des Gutachtens für Dritte nicht nachvollziehbar hergeleitet und damit für den Rechnungshof nicht prüfbar gewesen.
Neben der fehlenden Abgrenzung zu anderen Behörden, sieht der Rechnungshof zudem keine klaren Ziele und Kriterien, die eine haushaltsrechtskonforme Erfolgskontrolle zulasse. Besonders in diesem Fall wirft der Rechnungshof die Frage auf, wie das Bundesministerium für Digitales und Verkehr regelmäßig den Arbeitsfortschritt der MIG evaluieren kann, was eine der Auflagen sei, die das Bundesministerium der Finanzen für die Einrichtung der MIG dem Bundesministerium auferlegt habe.
Abschließend kommt der Bericht zum Ergebnis, dass eine Gründung der MIG erst dann vollzogen werden sollte, wenn eine haushaltsrechtskonforme Vorbereitung durch das Bundesministerium für Digitales und Verkehr durchgeführt wurde. Zudem kritisiert der Bundesrechnungshof, dass ihm vom Bundesministerium prüfungsrelevante Unterlagen vorenthalten worden seien, was dazu geführt hätte, dass er der Bundesregierung und dem Haushaltsgesetzgeber im Vorfeld nicht sachgemäß hätte beraten können. Dem Bundesministerium wird vorgeworfen, die Wahrnehmung der Aufgaben des Rechnungshofes zu behindern. Das Bundesministerium beantwortete diesen Vorwurf damit, dass die unterlassene Übersendung der Unterlagen auf einem Büroversehen beruhe.
Im August 2021 wurde bekannt, dass die Personalkosten für die zwei Geschäftsführer Ernst Ferdinand Wilmsmann und Burkhard Mende mit zusammen 352.000 Euro mehr als das Dreifache der ursprünglich geplanten 100.000 Euro betragen. Burkhard Mende wurde zum 1. Dezember 2021 als Geschäftsführer der TÜViT(TÜV NORD IT Secure Communications) berufen und schied somit aus der MIG.

### Kritik aus Oppositionsparteien
Anknüpfend an die Erkenntnisse des Berichtes des Bundesrechnungshofes, gibt es Kritik aus den Oppositionsparteien, die ähnliche Inhalte ansprechen. Das Bündnis 90/Die Grünen, die Linke und die FDP haben daher einen Antrag im Haushaltsausschuss eingebracht, der die Einstellung der Arbeiten an der Gesellschaft, sowie die Sperrung von Haushaltsmitteln forderte. Der Antrag wurde von der Koalition (CDU/CSU und SPD) abgelehnt.
Victor Perli, Haushaltspolitiker der Linken, erklärte gegenüber dem Handelsblatt:

„Bevor jetzt eine neue überflüssige Gesellschaft entsteht, sollte geprüft werden, ob sich die Ausbauförderung nicht mit bestehenden Gesellschaften bewältigen lässt.“

Sven-Christian Kindler, haushaltspolitischer Sprecher des Bündnis 90/Die Grünen resümierte:

„Der CSU-Minister will für viele Millionen Euro eine neue Mega-Behörde aufbauen und kann weder darlegen, was diese Behörde konkret tun soll, noch warum die Gründung die wirtschaftlichste Variante ist. […] Wir brauchen in Deutschland keine neuen CSU-Prestigebehörden mit klangvollem Namen, sondern Strukturen, die gezielt Probleme lösen.“

### Schleppender Personalaufbau
Kurz nach der Gründung des Unternehmens berichtete golem im Juni 2021, dass von den 97,5 genehmigten Stellen nur die beiden Posten der Geschäftsführer besetzt seien. Anscheinend gestaltet es sich schwierig, die Stellen in Naumburg (Saale) zu besetzen. Laut Auskunft des BMVI muss der Aufbau der Gesellschaft noch formal durch die Toll Collect GmbH genehmigt werden.  Aktuell gliedert sich das Unternehmen mit Mobilfunkausbau und -förderung sowie Verwaltung, Recht, Kommunikation in zwei große Bereiche und hat rund 65 Mitarbeitende. Da die Gesellschaft bundesweit agiert und bei Ausbauhemmnissen als „Kümmerer vor Ort“ aktiv ist, sitzen zudem Mitarbeitende in verschiedenen Regionen.

## Geförderte Mobilfunkausbau
Die Mobilfunkinfrastrukturgesellschaft mbH (MIG) hat bis Ende 2024 das Mobilfunkförderprogramm des Bundes erfolgreich realisiert. Insgesamt sind 267 Förderprojekte für das Schließen „weißer Mobilfunkflecken“ in allen bundesdeutschen Flächenländern auf den Weg gebracht worden. Zum Ende der Förderrichtlinie im Jahr 2024 wurden erfolgreich vier Funktürme mit Mitteln aus den MIG-Budgets errichtet, von denen zwei bereits in Betrieb sind. Darüber hinaus wurden weitere 263 Projekte genehmigt, die aufgrund der ausführlichen Prüfprozesse und der verkürzten Umsetzungsfrist von 14 Monaten in der Zukunft realisiert werden sollen.
Hinzu kommt, dass die Mobilfunknetzbetreiber in den von der MIG durchgeführten Markterkundungsverfahren in 574 Fällen eigenwirtschaftliche Ausbauabsichten für das Schließen ‚weißer Flecken‘ bekundet haben. 
Die errichteten Funkmasten stehen in der Gemeinde Möhnesee (Nordrhein-Westfalen), in der Marktgemeinde Lam (Bayern), in der Gemeinde Lind (Rheinland-Pfalz), sowie in der Gemeinde Neuruppin (Brandenburg).
Der durchgeführte Nachhaltigkeitswettbewerb Mobilfunk - #greenpower4tower, initiiert vom Bundesministerium für Digitales und Verkehr und der MIG, trägt zur Gigabitstrategie des Bundes bei. Daraus folgend wird im Harz (Sachsen-Anhalt) ein energieautarker und nachhaltiger Mobilfunkstandort gefördert.
Die Bedeutung des geförderten Mobilfunkausbaus in Deutschland verdeutlicht die MIG mit ihren „Geschichten aus dem Funkloch“ sowie der jährlich stattfindenden „Naumburger Gespräche – Fachtagung zum Mobilfunkausbau in ländlichen Regionen“, die insbesondere auf ihrem YouTube-Kanal präsentiert werden.